# Roma (Lesoto)
Roma es un pueblo situado en el distrito de Maseru, en Lesoto. Se encuentra a 34 km al sureste de Maseru. Tiene una población de unos 11 612 habitantes en 2005. Aquí se encuentra la Universidad Nacional de Lesoto.

## Historia
Fue fundada por misioneros católicos en 1860 en una zona habitada por bosquimanos, un valle conocido como Tloutle. Fue la primera misión católica en Lesoto.

## Educación y salud
La ciudad es sede de la Universidad Nacional de Lesoto y del Hospital St. Joseph.
- Datos: Q991643
- Multimedia: Roma, Lesotho / Q991643